# هيوي دونبار
هيوي دونبار (بالإنجليزية: Huey Dunbar)‏ هو موسيقي أمريكي، ولد في 15 مايو 1974 في نيويورك في الولايات المتحدة.

## وصلات خارجية
- هيوي دونبار على موقع IMDb (الإنجليزية)
- هيوي دونبار على موقع ميوزك برينز (الإنجليزية)
- هيوي دونبار على موقع أول ميوزيك (الإنجليزية)
- هيوي دونبار على موقع ديسكوغز (الإنجليزية)